# Ryhor Kruszyna
Ryhor Kruszyna, właśc. Ryhor Kazak (biał. Рыгор Крушына, Рыгор Казак, ur. 3 grudnia 1907 w Bezwierchowiczach, zm. 27 marca 1979 w South River w stanie New Jersey) – białoruski poeta, prozaik, krytyk związany z białoruskim ruchem narodowym, działacz emigracyjny, pracownik Radia Swaboda.

## Życiorys
Urodził się 3 grudnia 1907 roku we wsi Bezwierchowicze, w powiecie słuckim guberni mińskiej Imperium Rosyjskiego. W 1925 roku ukończył Słuckie Kursy Ogólnokształcące. Aresztowany w sprawie konspiracyjnej, antybolszewickiej działalności organizacji Jurego Listapada. Jego pierwszy zbiór wierszy zatytułowany Paezija czyrwonaarmiejca wydany został w 1931 w Mińsku. W 1935 Kruszyna skończył Moskiewski Instytut Kinematografistów. W czasie II wojny światowej pozostał w okupowanym przez Niemców Mińsku, gdzie publikował w białoruskiej prasie. Latem 1944 roku udał się do III Rzeszy. Po wojnie pozostał na emigracji, gdzie kontynuował swoją twórczość, wydając tomiki poezji. Mieszkał w Monachium, pracował w Radiu Swaboda. W latach 60. wyjechał do Stanów Zjednoczonych, był jednym z założycieli Białoruskiego Instytutu Nauki i Sztuki w Nowym Jorku, redagował czasopismo Konadni, zajmował się twórczością literacką. Był pierwszym Białorusinem – członkiem Międzynarodowego PEN Clubu. Zmarł 27 marca 1979 w miejscowości South River w stanie New Jersey (według innych źródeł w Waszyngtonie).
Siedem zbiorów wierszy opublikowanych za życia:
- Lebiedź czornaja (1947)
- Wybranyja twory (1957)
- Wiaczornaja liryka (1963)
- Chwilina rozdumu (1968)
- Wiasna uwosień (1972)
- Darohi (1974)
- Sny i mary (1975)

A także wydania pośmiertne na Białorusi:
- Cymbalist (Mińsk, 2004)
- Wybranyja twory (Mińsk, 2005)

## Literatura
- Лявон Юрэвіч: Літаратурны рух на эміграцыі. Mińsk: BGA, 2002. (biał.). Brak numerów stron w książce